# Teneur (chant)
Dans la musique monodique, la teneur est la note sur laquelle est chantée un psaume en grégorien. Dans la musique modale, c'est l'équivalent de la dominante ou de la sous-dominante par rapport à la tonique, dans la musique moderne.
Dans la musique polyphonique, elle désigne la voix qui « tient » le motif liturgique de plain-chant (appelé aussi motif grégorien) autour duquel s'ordonnent les autres voix de l'ensemble vocal.

## Identification d'une teneur monodique
La teneur est une note de référence, repos mélodique, par rapport à laquelle se développent d'éventuelles broderies, notamment en psalmodie des formules d'intonation, d'accentuation et de cadence.
Pour identifier correctement une teneur dans les styles ornés, il est indispensable d'avoir une bonne compréhension du style psalmodique et de ses principaux concepts : note de récitation, formule d'accent, formule d'intonation et de cadence, formule d'attente.

### Règles d'identification des teneurs
Il n'y a pas de règle déterminante pour identifier une teneur, elle se manifeste à travers un faisceau d'indices convergents, et en prêtant attention aux exceptions possibles :
- La première incise de la pièce, ou l'intonation, permet à la schola cantorum (littéralement école des chantres, la schola, en fait le chœur) d'introduire et d'installer la teneur principale. ♦ Mais il peut y avoir plusieurs teneurs dans la pièce.
- La mélodie évolue de part et d'autre de la teneur, et tend à y revenir. Quand elle s'en rapproche, elle ne changera pas de direction tant que la teneur n'est pas atteinte ou dépassée. ♦ Mais cette règle peut être tenue en échec par des teneurs multiples, où le mouvement mélodique passe d'une teneur à l'autre. ♦ Les récitatifs d'attente comprennent parfois des formules accentuées ou neumatiques, et imposent de suspendre cette règle.
- La mélodie tend à revenir à la teneur. Une note qui n'est pas la teneur est instable, et ne peut soutenir des récitatifs recto tono. ♦ Mais cette règle peut être tenue en échec par des récitatifs d'attente, qui utilisent justement cette tension mélodique pour souligner un passage attendant sa résolution. ♦ Au sein d'un mouvement mélodique ascendant ou descendant, une formule d'accentuation ou de cadence peut conduire à un plateau mélodique qui n'est pas pour autant situé sur une teneur.
- Les accents du texte tendent à faire monter la ligne mélodique au-dessus de la teneur, et les incises tendent à la faire baisser au-dessous. ♦ Le texte n'est pas toujours d'origine ; les mélodies-types et la centonisation conduisent à de nombreuses exceptions.
- Les podatus d'accent (et autres formules accentuées) tendent à avoir le pied sur la teneur, et la tête au-dessus. ♦ L'accent est une source d'énergie pour la ligne mélodique, mais sa manifestation est en fait assez variable. ♦ Cette situation peut être tenue en échec par la ligne mélodique générale de l'incise. ♦ Des teneurs de type C (do, fa) peuvent avoir des accentuations inversées, au demi-ton inférieur.
- Les finales des mots et des incises tendent à se situer sur la teneur, ou en position de cadence. ♦ Quand ces finales suivent une formule de cadence, elles se trouvent typiquement sous la teneur, non dessus.

### Teneur simple élémentaire en style syllabique
Dans cette pièce (Ps 59:13), la formule d'accentuation est uniforme : les accents montent systématiquement d'une tierce sur le fa, et sont suivis d'une note de transition sur mi avant de retomber sur la teneur ré.
Cette teneur n'est pas indiscutable dans le premier segment (où le ré pourrait être confondu avec une initiale ou une cadence). Elle n'apparaît clairement que dans le second segment, à deux détails caractéristiques :
- D'une part, la succession sans modulation mélodique, sur le ré, de deux syllabes faibles ("auxili-um de") montre qu'il n'y a pas de tension mélodique associée à cette corde (tension qui tendrait, sinon, à ramener la mélodie sur la teneur). C'est une micro-psalmodie à l'intérieur de l'antienne.
- D'autre part, on trouve une modulation inférieure en position naturelle d'intonation sur le mot "tribulatione".

Dans une antienne de style primitif, il est fréquent de commencer et de finir sur la teneur, ce qui est le cas ici. Globalement, ce ré de l'antienne est bien la teneur, mise en relief par une modulation inférieure et supérieure d'un ton (do / mi), et des accents à la tierce. Il s'agit donc d'un mode primitif de type A, dont la transcription en ré est naturelle (une transcription en sol imposerait systématiquement un si bémol, et n'a pas de raison d'être).

### Teneur unique plus complexe en style syllabique
Un exemple plus complexe (Ps 50:30) s'analyse suivant les mêmes clefs :
- On trouve trois fois une succession de notes de type micro-psalmodie, deux fois sur le sol ("Miserere" initial et "tuam" final) et une fois sur le la (fin de "misericordiam").
- Cependant, le la ne peut être retenu comme teneur. Il n'est mis en relief par aucune formule de modulation inférieure et supérieure. De plus, il n'est pas marqué au passage comme un point fort structurel dans la descente mélodique sur magnam, ce qui serait très atypique pour une pièce simple comme celle-ci.
- Si la corde sol est retenue comme teneur, les accents sur "Deus" et "misericordiam" sont rendus par un podatus très classique.

En retenant la corde sol comme teneur, les autres accents de la pièce tombent naturellement :
- Le premier accent, sur "Miserere", se traduit par une modulation mélodique inférieure (un anti-accent mélodique), ce qui est assez inhabituel. Cependant, sa position au départ d'une descente mélodique explique son rôle : l'accent d'intensité que porte naturellement la syllabe (et qui se prolonge par un accent de durée marqué par la clivis) fournit l'énergie nécessaire pour entraîner la mélodie jusqu'à la quarte inférieure, corde de soutien de la teneur. Cette plongée vers le bas, de nature dépressive, est cohérente avec le sentiment de culpabilité et de contrition que porte le terme "miserere".
- L'accent qu'aurait pu avoir le mot "mei" s'efface complètement dans ce segment, par la mise en valeur de celui de "Deus". Ce dernier est sobre (un simple podatus), marquant une retenue timide en phase avec la contrition initiale.
- Dans la deuxième incise, l'accent de "secundum" est pris dans la formule ascendante vers "magnam", accent principal de l'incise, et se trouve également en position d'anti-accent mélodique. Il est cependant pris en compte par la mélodie : l'accent d'intensité que reçoit la syllabe, ajouté à la tension apportée par l'écart mélodique par rapport à la teneur, donnent l'impulsion nécessaire pour atteindre le sommet mélodique à la quarte.
- L'accent sur "magnam", préparé par l'impulsion précédente (qui conduit à des notes relativement rapides), est souligné par l'accent mélodique, et par un accent de durée dans lequel se place la clivis, avant de retomber sur la corde modale (retour qui doit donc être préparé par un léger ralentissement, cohérent avec l'accent de durée). L'ensemble de la mélodie met en valeur le terme "magnam", traduisant musicalement l'émerveillement du pêcheur devant la grandeur de la miséricorde divine.
- Le terme "misericordiam" reçoit ici un accent secondaire sur sa première syllabe, qui permet une petite formule de modulation supérieure et inférieure autour de la corde modale (ce qui confirme sa nature), préparatoire à l'accent principal du mot. Cet accent est classiquement porté par un podatus, mais le mot se termine de manière atypique : les deux dernières syllabes sont en suspension sur le la.
- Les deux dernières syllabes de "misericordiam" forment un micro-segment d'attente : la station sur le la est une anomalie mélodique par rapport à la teneur sol, qui induit une tension.
- La tension est résolue par le retour à la corde modale de "tuam". Cet accent est donc marqué par la mélodie comme une résolution de la tension modale, donc un retour à une situation de détente. C'est exceptionnel, mais justifié par la position finale du mot. L'antienne peut se contenter de marquer ce dernier accent par un accent d'intensité et de durée, pour laisser filer dans son prolongement la dernière syllabe, également longue, mais d'une intensité moindre.

L'ensemble de l'analyse montre la cohérence de la pièce autour de sa corde modale sol : des variations mélodique, des accents, des appuis inférieurs et supérieurs à la quarte, et un petit récitatif d'attente. C'est un exemple très complet d'un mode primitif de type A (puisque les variations supérieures et inférieures sont d'un ton).

### Double teneur en style syllabique
Cette antienne est une mélodie-type, qui se retrouve à de très nombreuses occasions dans l'office (psaumes 5:8, 20:4, 42:4, 46:6, 95:11, les antiennes de sexte en carême, de sexte et nones au temps de la passion...).
Dans cet exemple, la mélodie sur "(De)us, in jubilatione" est manifestement un petit récitatif centré sur le ré, avec des formules de modulation inférieure et supérieure évidentes marquant la préparation et l'accent sur "jubilatione". Le premier segment de cette antienne correspond à une teneur sur le ré (de type A).
Cette teneur supérieure est introduite par une formule initiale d'appuis à la quarte inférieure (la), qui supporte elle-même une modulation au ton inférieur. La modulation de la formule initiale suggère la présence d'une deuxième teneur à la quarte inférieure, que le second segment développe effectivement.
L'adaptation d'une mélodie-type à l'accentuation latine n'est pas nécessairement très bonne. Ici, l'analyse des accents relève deux anomalies apparentes que la mélodie semble traiter comme s'ils étaient accentués à contretemps, "Dóminus" et "Allelúia". En fait, ces deux mots sont problématiques dans le répertoire grégorien, il s'agit probablement d'un cas où la place moderne de l'accent latin ne correspond pas à la vision qu'en avaient les liturgistes du haut Moyen Âge. Plus précisément, l'analyse des pièces ornées montre que ces deux mots semblent être traités avec un accent d'intensité (fort et bref) sur l'avant dernière syllabe, et un accent de durée (long) sur la précédente, qui reçoit systématiquement les mélismes.

## Teneurs ornées

### Formules d'ornementation
La récitation recto tono peut être ornée par des petites variations de hauteur autour de la teneur. Les ornementations articulent typiquement deux ou trois notes, ou plus, autour d'une ou deux syllabes. Ainsi, l'ornementation type du "Amen" final suit la formule 
Ces variations et ornementations tournent autour de la teneur comme autour d'un centre de gravité constant, et s'étendent d'une note de part et d'autre de la teneur, rarement plus.
Cette articulation entre chant et teneur est la caractéristique principale du chant grégorien. Le jeu d'arabesques du chant autour de la teneur ajoute une étape dans la spiritualisation : le son évoque la note, et le jeu des notes évoque la teneur.
Pour bien comprendre et exécuter ce type d'ornementation, il faut considérer que les notes du chant grégorien ne sont pas autonomes, mais n'ont de sens que par rapport à une teneur. La note est au-dessus ou au-dessous de la teneur, ou peut être émise sur la teneur, cette dernière étant fixe et permanente.
Bien que le chant grégorien soit normalement sans accompagnement, on peut imaginer que le chant se déroule sur un fond musical virtuel, formé par la teneur émise en bourdon continu, exactement comme le ferait une cornemuse.
L'exécution du chant grégorien sera musicalement correcte si elle parvient à évoquer la permanence de cette teneur par les variations du chant : dans l'exécution des mélismes, la teneur manifeste le respect qui lui est dû en tendant à recevoir un accent, d'intensité ou de durée. Inversement, les notes d'ornementation tendent à ne pas être accentuées. Ce sentiment peut facilement être renforcé en jouant sur l'écho, à condition d'avoir pris la précaution d'ajuster la hauteur de la teneur sur la résonance naturelle du lieu.

### Teneurs primitives
Les ornementations d'une teneur peuvent se faire suivant trois modes fondamentaux, suivant que les variations supérieures et inférieures sont d'un ton ou d'un demi-ton. Les trois teneurs primitives correspondent chacune à un mode primitif. Les modes primitifs se caractérisent essentiellement par les modulations qu'ils dessinent, de part et d'autre autour de la teneur.
- La teneur "A" (mode primitif en la, ou en ré) se caractérise par une variation supérieure et inférieure d'un ton par rapport à la teneur.
- La teneur "B" (mode primitif en si, ou en mi) se caractérise par une variation supérieure d'un demi-ton par rapport à la teneur.
- La teneur "C" (mode primitif en do, ou en fa) se caractérise par une variation inférieure d'un demi-ton par rapport à la teneur.

La quatrième combinaison théorique, où les deux variations sont d'un demi-ton, n'existe pas en chant grégorien.
L'évolution naturelle des modes primitifs passe par deux types de développements : la montée d'incises vers un "plafond d'appui", et le développement de petits récitatifs sur des notes d'attente intermédiaires.

### Montée des accents
Autour de la corde de base, la mélodie s'articule initialement en fonction des accents des mots, ainsi que du phrasé d'ensemble de la phrase elle-même.
Les accents des mots montent d'un ou deux tons, en s'appuyant parfois sur un podatus.
L'exemple suivant (Antienne du Ps 59:13) fondée sur un mode primitif de type "A" -ici sur la corde ré- montre bien cette montée des accents (dans le dernier mot, la montée a été faite sur l'accent secondaire, l'accent principal étant pris dans la finale).

### Plafond d'appui
Symétriquement à la note d'appui grave, qui est généralement présente, ces modes primitifs peuvent parfois manifester une note d'appui aigüe.
Exemple (Ps.53:6): la modulation autour du sol, marquée dès l'intonation de l'antienne (teneur de type A), s'envole deux fois à la quarte, sur le plafond do aigu.
L'appui grave et aigu sont le terme normal des modulations autour de la teneur. Ils sont situés à une tierce ou parfois à une quarte de la teneur centrale, si bien que la tessiture normale d'un mode primitif est d'une quinte, éventuellement d'une sixte.
Les notes d'appui peuvent recevoir de petits récitatifs, et des petites modulations peuvent s'organiser par rapport à ces deux bornes. Cependant, ces variations sont normalement unilatérales : variation inférieure pour la note d'appui aigüe, ou supérieure par rapport à la grave. Quand ces variations dépassent nettement la borne et donne à celle-ci le caractère d'une teneur à part entière, avec ses variations bilatérales, on quitte le domaine des modes primitifs pour entrer dans celui des tonalités bi modales, qui sont les tonalités grégoriennes à part entière.

### Récitatifs d'attente
Des récitatifs d'attente peuvent apparaître un ton au-dessus ou au-dessous de la teneur (ces passages d'attente ne sont pas pratiqués quand l'écart n'est que d'un demi-ton.)
Ces récitatifs se distinguent des teneurs, en ce qu'ils continuent à être définis par rapport à la teneur principale. Leurs ornementations sont très limitées, rarement bilatérales, et l'attente est normalement résolue par un retour à la teneur.
La mélodie peut rester en attente inférieure, sous la teneur, pendant toute une incise, soit pour y remonter en fin d'incise, soit pour préparer l'atterrissage sur la note de base. Sur ces attentes inférieures, les accents sont généralement marqués par une remontée à la teneur. Ils doivent donc être accentués en intensité et en durée.
L'attente inférieure est typiquement utilisée dans les lectures, pour marquer une phrase interrogative.
Plus rarement, quand la mélodie quitte la note plafond, elle peut rester en attente au-dessus de la teneur pendant toute une incise. Le retour à la teneur correspond à une cadence de l'attente. Sur ces attentes supérieures, les accents sont rarement marqués. Ils peuvent éventuellement l'être par une remontée à la note plafond.

### Finales
Les modes primitifs finissent volontiers sur la teneur elle-même. Une telle finale présente l'avantage de laisser l'écho renforcer la teneur pendant le silence qui suit la pièce.
Cependant, ils finissent aussi fréquemment sur la note d'appui inférieure.
Des pièces peuvent s'achever sur une note de cadence inférieure, mais de telles finales sont rares et peuvent être considérées comme suspectes.